# Friedrich Maria Krahe
Friedrich Maria Krahe (* 8. März 1804 in Braunschweig; † 29. August 1888 auf einer Reise von München nach Braunschweig) war ein deutscher Architekt.

## Leben und Werk

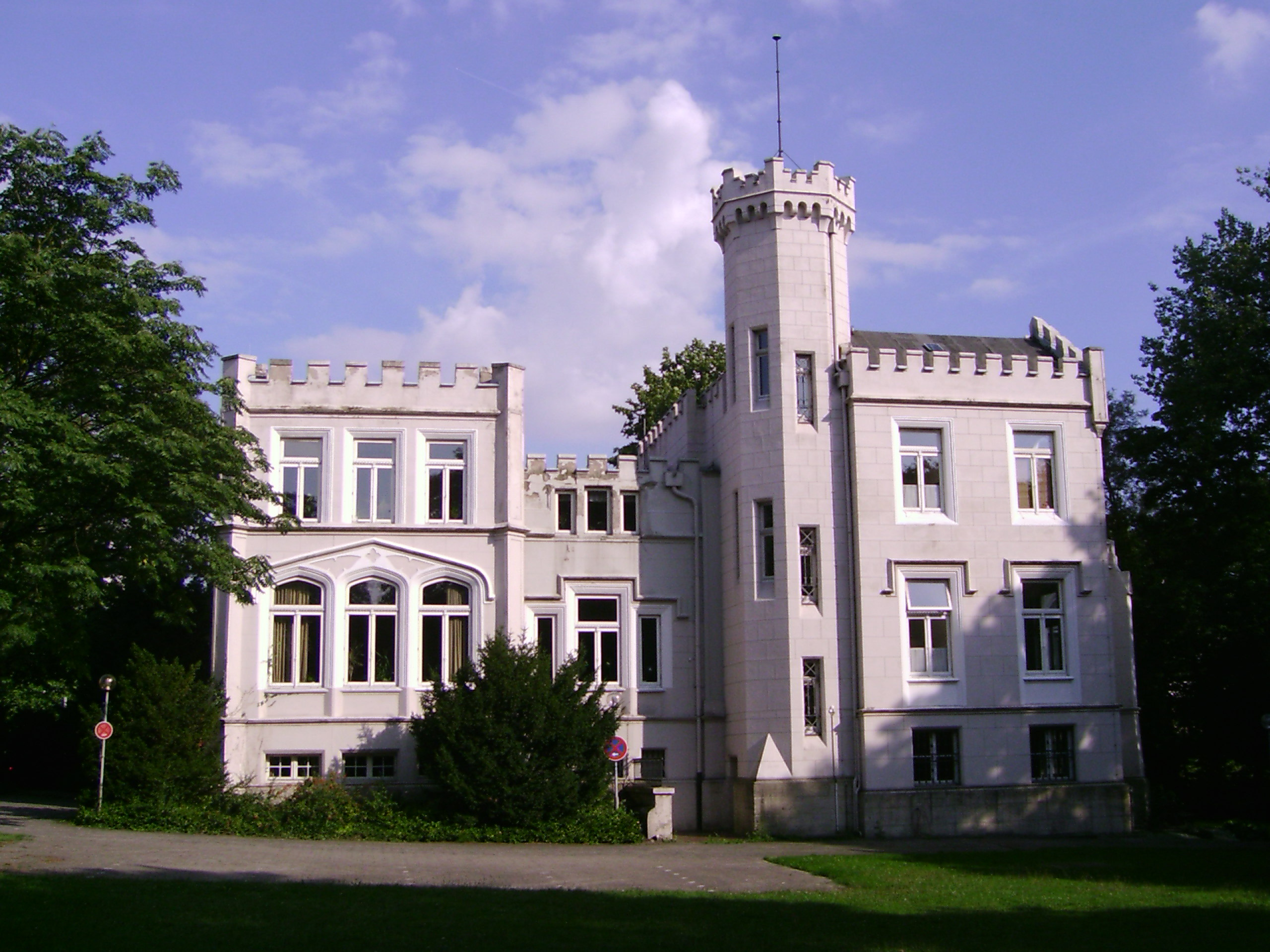
Villa Hörstel in Hollands Garten

Der Sohn des Architekten Peter Joseph Krahe (1758–1840) erhielt seine Ausbildung an den Bau- und Kunstakademien in Berlin und München in den Jahren 1826 bis 1828. Er arbeitete seit 1836 als staatlicher Baukondukteur, bevor er 1843 Kreisbaumeister und später Baurat in Braunschweig wurde. Der 1857 von ihm eingereichte Entwurf für das neue Hoftheater am Steinweg wurde nicht umgesetzt. Krahe trat 1872 in den Ruhestand, er starb 1888 auf einer Reise von München nach Braunschweig.

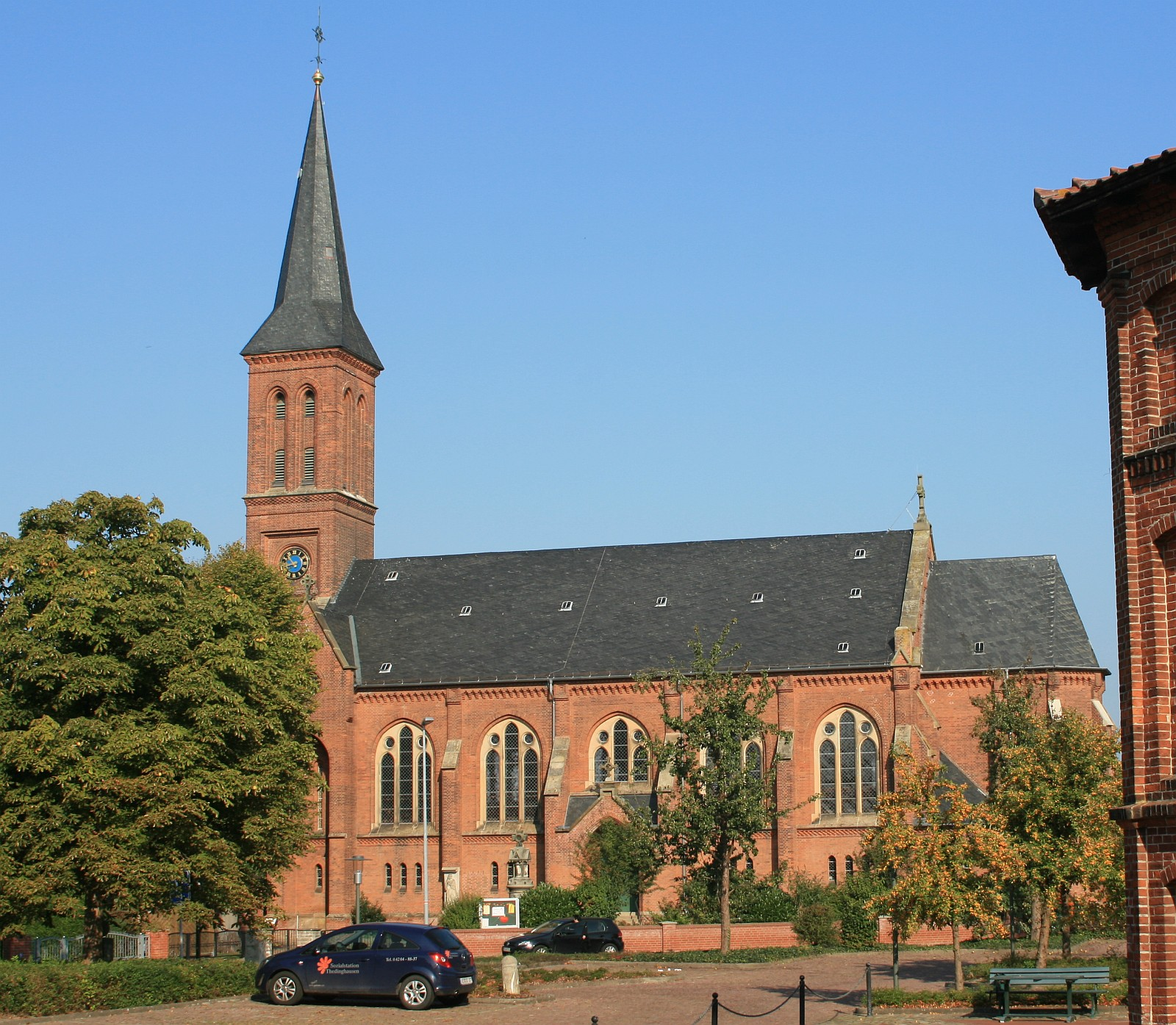
Maria-Magdalena-Kirche in Thedinghausen

Krahe führte Renovierungen mehrerer historischer Bauten in Braunschweig durch. So wurden das Altstadtrathaus (1841 bis 1852) mit dem benachbarten Autorshof, die Alte Waage (1855 bis 1862), das Gewandhaus und der Braunschweiger Dom durch ihn restauriert. Im neuromanischen Stil restaurierte Krahe die St.-Annen-Kirche in Heßlingen sowie die Evangelische Kirche in Veltheim (1870). 
Als Neubauten entstanden nach seinen Plänen
- in den Jahren 1835/36 die neugotische Villa Hörstel am Augusttorwall, in der sich heute die Städtische Musikschule Braunschweig befindet.[1]
- die 1864 eingeweihte Alte Kirche Querum
- zwischen 1866 und 1869 das im Rundbogenstil entworfene Schulgebäude für das Martino-Katharineum Braunschweig und das Realgymnasium.[2]
- und im Amt Thedinghausen bis 1868 der Rohbau der Maria-Magdalena-Kirche. Sie wurde unter der Bauleitung von Ernst Wiehe fertiggestellt und im November 1870 eingeweiht.[3]